# Plebicula orientis
Plebicula orientis är en fjärilsart som beskrevs av Leo Andrejewitsch Sheljuzhko 1928. Plebicula orientis ingår i släktet Plebicula och familjen juvelvingar. Inga underarter finns listade i Catalogue of Life.